# Oidipusz

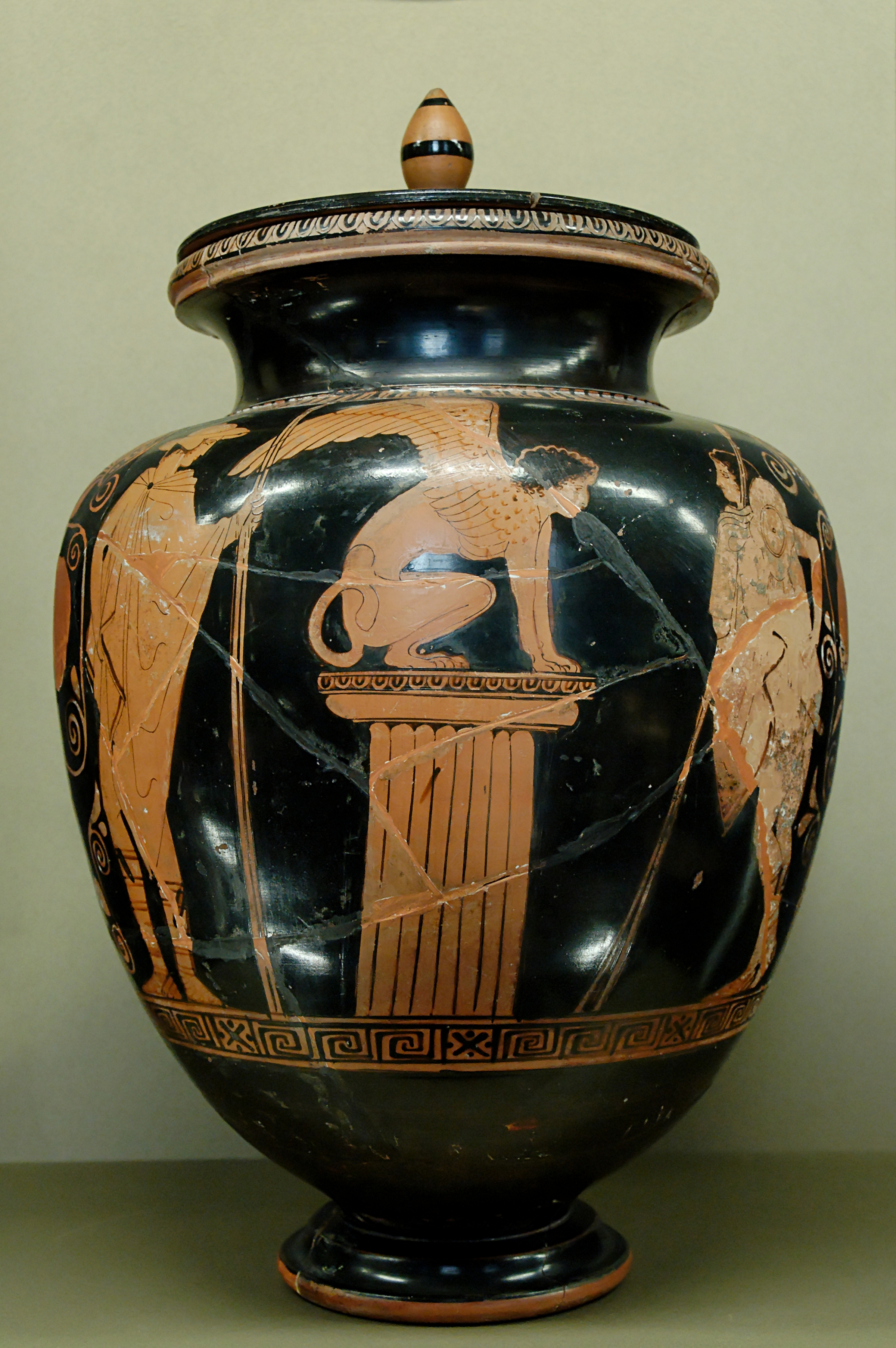
Oidipusz és a szfinx

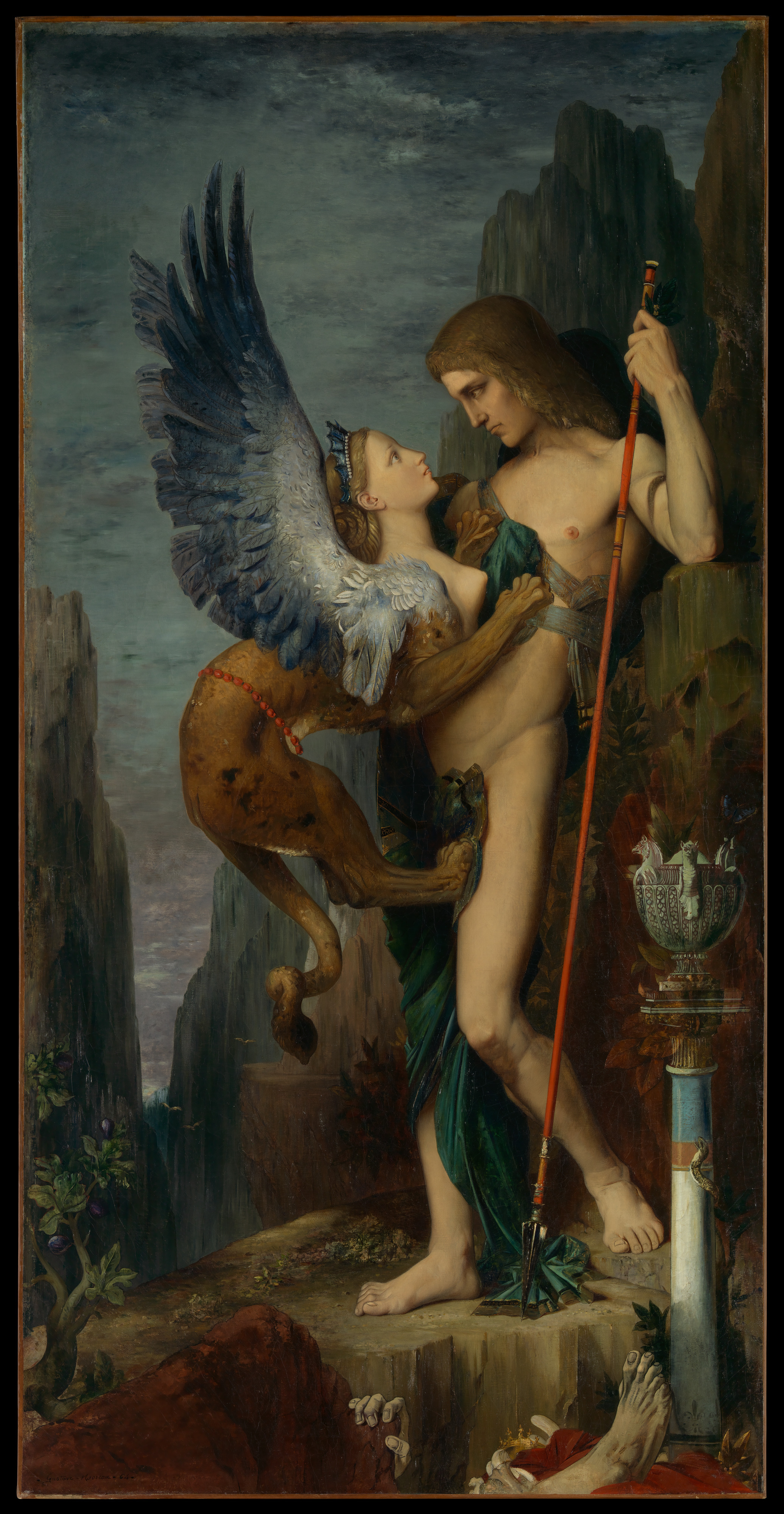
Oedipus and the Sphinx MET DP-14201-023

Oidipusz (görög betűkkel: Οἰδίπους) thébai király a görög mitológiában, Laiosz és Iokaszté fia, aki tudatlanságból megölte apját és feleségül vette anyját. A név jelentése "dagadtlábú".

## Mitológia
Laiosz, Oidipusz apja, elrabolta a fiatal Khrüszipposzt, ezért a fiú apja, Pelopsz, megátkozta. Ez az átok érte utol Oidipuszt. Mivel születésekor megjósolták, hogy meg fogja ölni az apját és feleségül veszi az anyját, Laiosz átszúratta a bokáját és kitétette a vadonba, hogy pusztuljon el. A szolga azonban nem hajtotta végre a kegyetlen parancsot, hanem átadta a gyermeket egy pásztornak, aki viszont továbbadta őt Polübosz korinthoszi királynak és Meropé királynőnek, akik hiába vártak gyermekáldásra.
Egy ünnepségen egy részeg fattyúnak nevezte Oidipuszt, ezért Oidipusz felkereste a delphoi jóshelyet. A származása titkát ugyan itt sem tudta meg, de meghallotta ugyanazt a jóslatot, hogy elpusztítja apját és az anyjával hál. Mivel Polübosz királyt és Meropé királynőt hitte szüleinek, elmenekült Korinthoszból, hogy ne váltsa valóra a jóslatot. Útja során egy hármas útkereszteződésnél találkozott egy kocsival. A kocsiban ülő öreg felszólította Oidipuszt, hogy térjen ki, és megütötte botjával. Válaszul Oidipusz megölte az öreget és kíséretét. Az öreg, akit Oidipusz nem ismert, a tulajdon apja, Laiosz király volt.
Vándorlásai során találkozott a szfinxszel, amely Thébát sanyargatta. Oidipusz megmentette a várost, válaszolva a szörny találós kérdésére, és jutalmul elnyerte a város trónját és az özvegy királyné, Iokaszté kezét. Oidipusz és Iokaszté házasságából négy gyermek született: Antigoné, Iszméné, Eteoklész és Polüneikész.
Thébát nemsokára különböző csapások sújtották, amit azzal magyaráztak, hogy Laiosz gyilkosa még nincs megbüntetve. A vak jós, Teiresziasz azt állította, hogy Oidipusz maga az oka a csapásoknak. Oidipusz nyomozni kezdett a gyilkos után, és rájött származásának titkára, illetve arra, hogy ő maga ölte meg Laioszt. A hír hallatán Iokaszté öngyilkos lett, Oidipusz pedig megvakította saját magát és elhagyta a várost. Fiai, Eteoklész és Polüneikész, megegyeztek, hogy évente váltják egymást az uralkodásban. Ezt az egyezséget Eteoklész azonban rögtön az első év után megszegte, ezért Polüneikész Argoszba menekült, majd Adrasztosz, Tüdeusz és még négy hadvezér segítségére támaszkodva fegyverrel fordult a város ellen. Ebben a csatában mindkét fivér életét vesztette.

## Művészet
Szophoklész több tragédiában is ábrázolta Oidipusz sorsát (Oidipusz király, Oidipusz Kolónoszban). Aiszkhülosz és Euripidész Oidipusz-drámái nem maradtak fenn. A római Seneca is feldolgozta a témát.
Több újkori szerző is Oidipuszt választotta hőséül: Pierre Corneille, Voltaire, J. Péladan, Hugo von Hofmannsthal, André Gide, Jean Cocteau és Max Frisch az irodalomban, illetve Henry Purcell, Igor Stravinsky, George Enescu és Carl Orff a zenében.

### Modern változatok
- Igor Stravinsky: Oedipus Rex, Opera-oratórium (1927)
- George Enescu: Oidipusz, Opera (1931)
- Carl Orff: Oedipus, Opera (1959)
- Pier Paolo Pasolini: Oidipusz király, játékfilm (1967)